# Amazon Standard Identification Number
Standardní identifikační číslo Amazonu (ASIN) je desetimístný alfanumerický unikátní identifikátor přidělený společností Amazon.com a jejími partnery pro identifikaci produktů v rámci organizace Amazon. Navrhla je v roce 1996 Rebecca Allenová, softwarová inženýrka společnosti Amazon, když bylo jasné, že Amazon bude prodávat i jiné produkty než jen knihy. Desetimístný formát ASIN byl přijat proto, aby databáze a software společnosti Amazon, které byly navrženy tak, aby počítaly s desetimístným polem International Standard Book Number (ISBN), nemusely být kvůli novému formátu identifikace měněny.

## Použití a struktura
Každý produkt prodávaný na Amazon.com má jedinečný ASIN. U knih s desetimístným mezinárodním standardním číslem knihy (ISBN) jsou ASIN a ISBN stejné. Vydání knihy pro Kindle nepoužívá své ISBN jako ASIN, ačkoli elektronická verze knihy může mít své vlastní ISBN. ASIN je součástí adresy URL stránky s podrobnostmi o produktu na webových stránkách společnosti Amazon.